# Radverkehrsnetz NRW

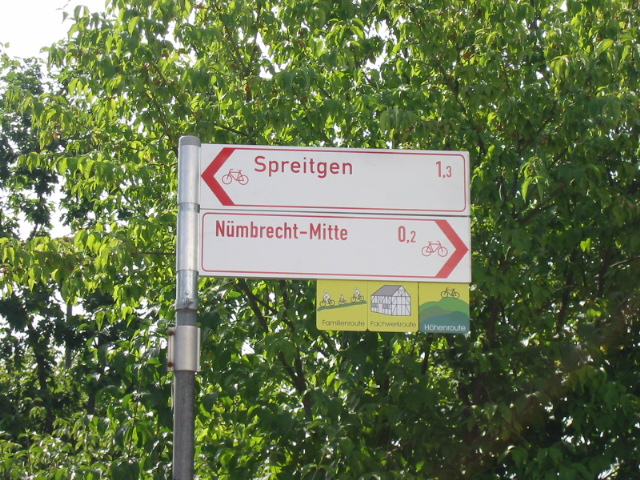
Rote Wegweiser für den Alltagsverkehr

Das Radverkehrsnetz NRW ist ein seit 2001 von der nordrhein-westfälischen Landesregierung betriebenes Projekt, das dazu dient, die Städte und Gemeinden in Nordrhein-Westfalen durch umweltfreundlichen Verkehr miteinander zu verbinden. Hierbei kommt eine landesweit einheitliche Beschilderung zum Einsatz, um ein leichtes Auffinden und Wiedererkennen der Schilder zu ermöglichen.
Das Netz hat eine Gesamtlänge von etwa 13.800 km und ist in den meisten Teilen Nordrhein-Westfalens bereits umgesetzt. Mit der Vervollständigung in Köln und im Ennepe-Ruhr-Kreis ist die Umsetzung der ursprünglichen Planung vollständig. Wie jedes Verkehrsnetz braucht allerdings auch dieses die fortlaufende Anpassung an die Entwicklung der Verkehrsbedürfnisse.

## Qualität der Radrouten

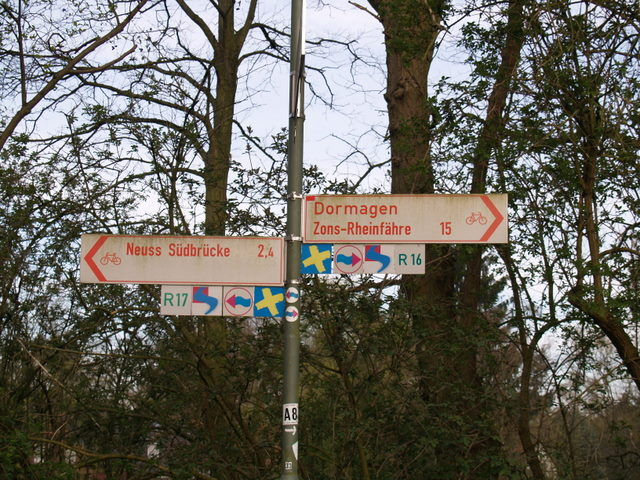
Neue Wegweisung kombiniert mit altem (kleinem) R-16 und R-17

Der größte Teil der Radrouten ist dank wasserfester Oberflächen zügig befahrbar.
Die Linienführung und Verkehrssituation der Routen weist regionale Unterschiede auf. In den meisten Teilen des Bundeslandes ist das Netz alltagsorientiert, also für den Einkaufs-, Schüler- und Berufsverkehr ausgebaut. Inwieweit die so ausgeschilderten umwegarmen Routen über ruhige Straßen und Wege führen oder aber aus Radfahrstreifen und anderen straßenbegleitenden Radverkehrsanlagen, verkehrsberuhigten Hauptverkehrsstraßen oder Stadtplätzen mit Tempo-20-Zone bestehen, hängt sowohl von der jeweiligen Topografie ab (eben, hügelig oder bergig) als auch von den beteiligten örtlichen Behörden. Auch Fahrradstraßen sind als Netzelemente möglich. Ähnliches gilt für den Aspekt, wie konsequent bei Routenwahl und Mängelbeseitigung auf gute Oberflächenqualität geachtet wurde und wie gut straßenbegleitende und straßenunabhängige Radwege dieses landesweiten Hauptnetzes gepflegt werden.
Im Münsterland wurde das Netz des schon vorher geschaffenen Radelparks Münsterland zunächst unverändert übernommen, das nach ganz anderen Gesichtspunkten gestaltet wurde, nämlich Freizeitradlern ländliche Schönheit und Sehenswürdigkeiten des Münsterlandes vorzuführen. Hier sind die Routen konsequent auf Nebenstraßen und Wirtschaftswegen geführt, machen aber teilweise selbst dort Umwege, wo geradlinige ruhige Verbindungen eigentlich zur Verfügung stehen.
Im Rheinland wurden in einzelnen Orten Fußgängerbereiche einbezogen, ohne die Verkehrsregelung im Sinne einer Öffnung für den Radverkehr anzupassen.

## Information

Knotenpunkte sind mit einer Übersichtskarte ausgestattet. Die Richtungsschilder geben die nächsten Knotenpunkte an.

Das Netz ist für die Allgemeinheit nicht nur in Form der Ausschilderung nutzbar. In der Aufbauphase wurde für jeden Landkreis und jede Großstadt eine detaillierte Karte mit eingetragenem Radverkehrsnetz herausgegeben, sobald die Wegweisung aufgestellt war. Inzwischen stehen alle Netzinformationen über den Radroutenplaner NRW im Internet zur Verfügung.
Umgekehrt kann auch jeder Nutzer leicht zur Pflege des Netzes beitragen. Um Fehlermeldungen zu erleichtern ist jeder Wegweiser durch eine Nummer identifizierbar. Dazu ist jeweils eine Telefonnummer angebracht, unter der Meldungen angenommen werden.
Teil des Radwegesystems ist ein Knotenpunktsystem, das nach niederländischem und belgischem Vorbild übernommen wurde. Viele Netzknoten, an denen sich mehrere Radwege kreuzen, haben dabei eine Nummer erhalten, die auf dem Schildpfosten der Richtungsbeschilderung angebracht ist. Die Richtungsbeschilderung ist dabei mit Zusatzschildern versehen, die angeben, welcher Netzknoten über den Radweg als Nächstes erreicht wird. Zusätzlich soll jeder Netzknoten über eine Infotafel mit Karte verfügen.

## Vorläufer

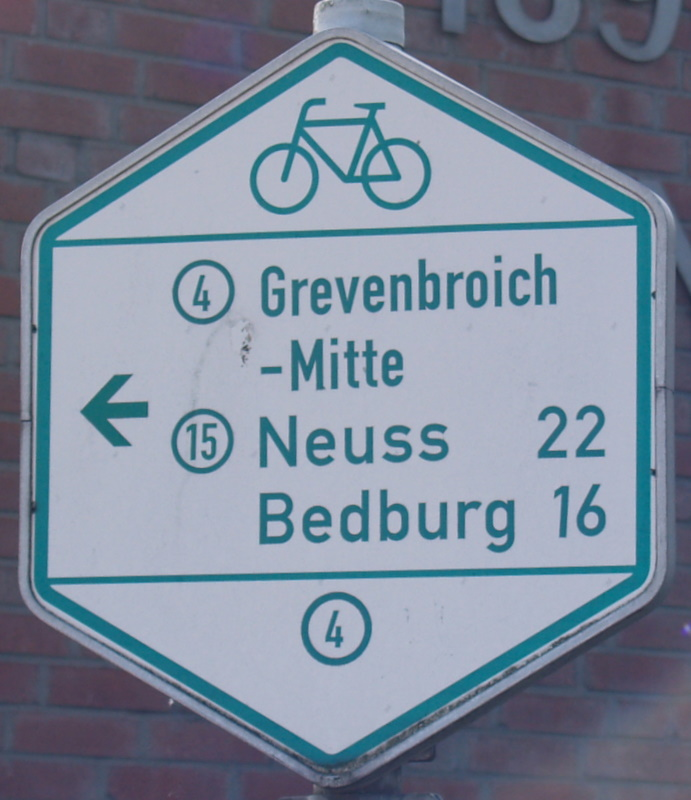
Altes R-Wege-Netz (relativ kleine Wegweisung)

Vor dem Radverkehrsnetz gab es in Nordrhein-Westfalen schon zahlreiche Radwanderwege, wie der Begriff aussagt, rein touristisch orientiert.

### Radwanderwege
Das in den 1980er Jahren entstandene Netz der R-Wege wurde durch die beiden Landschaftsverbände geplant und anschließend in weiten Teilen durch die Kommunen installiert. Zu einer vollständigen Umsetzung ist es nie gekommen. Insbesondere die Pflege und Unterhaltung des R-Netzes hat Probleme bereitet. Teilweise trifft man noch auf die alte Beschilderung (sechseckige, grünumrahmte Schilder).
Teilweise, etwa im Kreis Höxter, wurde dieses alte Netz als Grundlage für das Radverkehrsnetz NRW übernommen.

### Radverkehrsnetz von unten
Von diesem inkonsistenten R-Netz und den teils wabenförmigen Schildern inspiriert wurde das Radverkehrsnetz von unten in Paderborn entwickelt: Während dem motorisierten Verkehr an Kreuzungen Wegweiser zur Verfügung standen, die über Zielort, Richtung und Entfernung informierten, war das beim nichtmotorisierten Verkehr nicht der Fall. Abgeleitet vom schon in den Niederlanden bestehenden System von Wegweisungen entstand 1996/97 das Radverkehrsnetz von unten, das einen partizipativen Ansatz von denen vorsah, welche das Netz anschließend auch benutzen sollten. Dies wurde 1998 von der Bundestagsfraktion von Bündnis 90/Die Grünen im Multimediawettbewerb Sinnformation mit dem 1. Preis ausgezeichnet.
Anmerkungen:
- Ein früher erster Ansatz zur Planung des Wegenetzes setzte noch auf eine Struktur aus aneinandergrenzenden Waben, ähnlich der frühen Schilderform. Ein lokaler radbegeisterter Experte vor Ort sollte für seine Wabe verantwortlich sein und geeignete Wege identifizieren, sie in das Wegenetz aufnehmen und Anknüpfungspunkte zu Nachbarwaben definieren. Dieser enge, beschränkte Ansatz wurde zugunsten eines offeneren, flexibleren Ansatzes verworfen.
- Das Projekt war nicht auf das Bundesland NRW beschränkt, sondern – so wie heute größtenteils mit einheitlichen Wegweisern umgesetzt – für das gesamte Bundesgebiet vorgesehen.
- Schwierig war die Wahl des Projekttitels: Denn das Projekt sollte sich deutlich sowohl von straßenbegleitenden, benutzungspflichtigen Radwegen als auch rein touristischen, lokalen Rundkursen für den Feierabend abheben.

## Angegliederte Themenrouten
Wiewohl die praxistaugliche Verkehrsorientierung an den Bedürfnissen von Alltagsradlern die herausragende Leistung des Radverkehrsnetzes NRW ist, trägt die Einbindung zahlreicher Themenrouten touristischen Belangen Rechnung:
| - 1000-Feuer-Tour - 100-Schlösser-Route - 2-Länder-Route - 3-Strom-Route - Ahr-Radweg - Almeradweg - BahnRadRoute Hellweg-Weser - BahnRadRoute Teuto-Senne - BahnRadRoute Weser-Lippe - Bike Arena Sauerland - D-Routen - Diemel-Radweg - Dortmund-Ems-Kanal-Route - Ederauen-Radweg - Eifel-Höhen-Route - Else-Werre-Radweg - EmsAuenWeg - Emsradweg - Emscher Park Radweg - Emscher-Weg | - Energiepfad Grevenbroich - Erft-Radweg - Erlebnisweg Rheinschiene (Teil des Rheinradwegs) - Euroga zwischen Rhein und Maas - Fietsallee am Nordkanal - Friedensroute - Fußballroute NRW - Grünroute - Herrensitz-Route - Historische Stadtkerne - Kaiser-Route - Kulturroute an Lippe und IJssel - Lahnradweg - Lenneroute - MöhnetalRadweg - NaturGenussRoute - Niederrheinroute - RadBahn Münsterland - Römerroute - RuhrtalRadweg | - Ruhr-Sieg-Radweg - Rundkurs Ruhrgebiet = Tour de Ruhr - Rurufer-Radweg - Sandsteinroute - SauerlandRadring - Senne-Radweg - Siegtal-Radweg - Storchenroute - Tälerroute - Vennbahn - Via Romana - Von-Ruhr-zur-Ruhr-Radweg - Wasser, Wälder, Eisenhämmer - Wasserburgen-Route - Wellness-Radroute - Weser-Radweg - Westfalen Radweg "R1" (Euro-Route) - Westfälische Mühlenroute |